# 许钟英
许钟英（？—？），广东程乡（今广东梅州）人，是一名清朝政治人物。举人出身。
许钟英曾于1695年接替周仁任嘉定县知县一职，1696年由李继勋接任。